# Mercat de canvi d'Avinyó

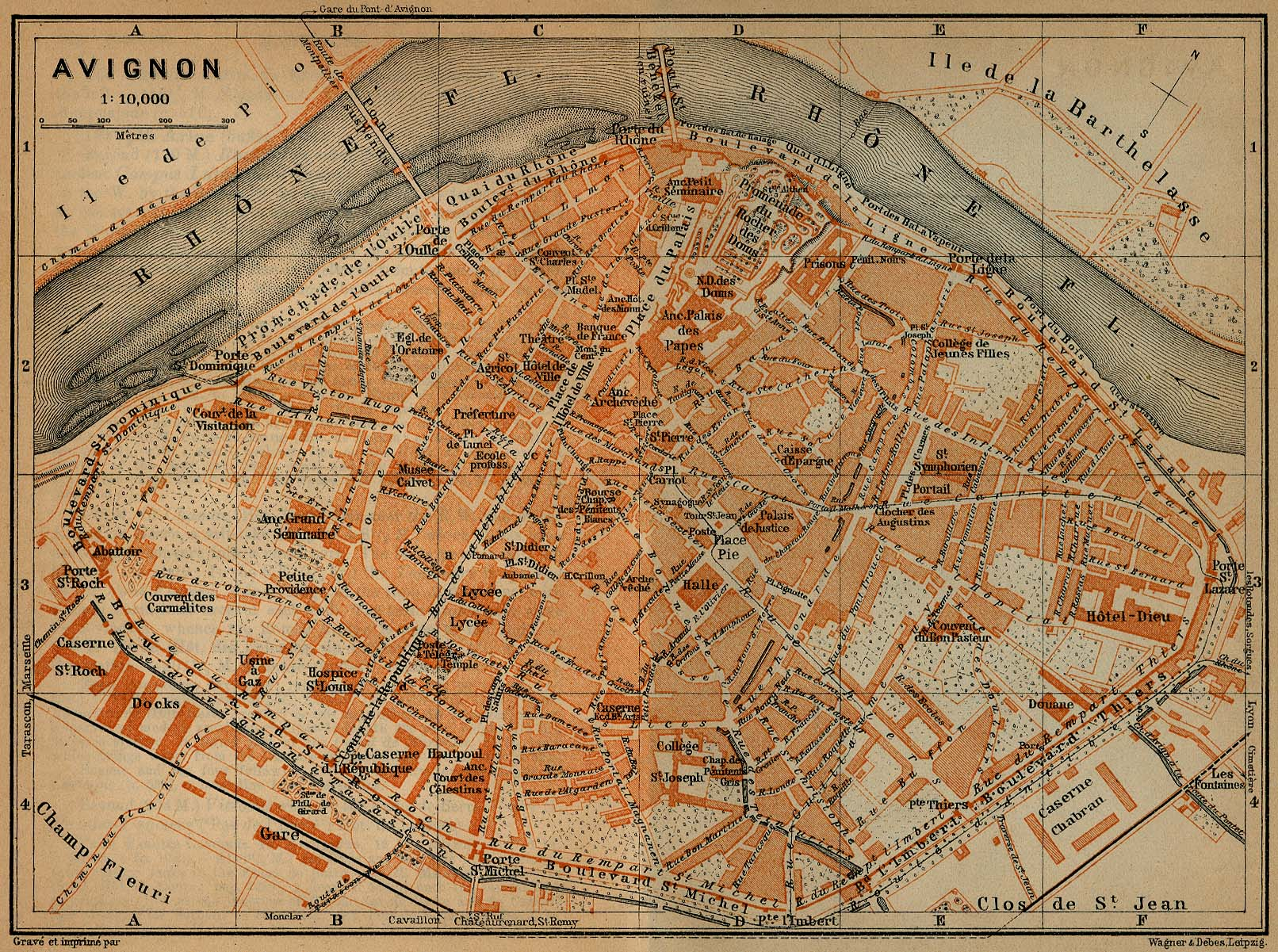
Plànol de l'antiga ciutat d'Avinyó (1914); La Borsa es troba laRue de la République des del centre de la ciutat cap a el sud-oest

El Mercat de canvi d'Avinyó va ser un dels primers mercats de divises de la història, establert en el Comtat Venassino durant el Papat d'Avinyó. La Borsa estava composta pels agents de les grans cases de banca italianes, que van actuar com a canviadors, així com intermediaris financers entre la Cambra Apostòlica i els seus deutors i creditors. El barri més pròsper de la ciutat d'Avinyó, on es van instal·lar els banquers, es va conèixer simplement com el Canvi. D'acord amb De Roover, «Avinyó es pot considerar una colònia italiana, ja que els banquers papals eren tots italians».
Avignon va ser el primer cos legal per regular les transaccions fiduciàries: un estatut d'Avignon, de 1243, conté un paràgraf titulat De Litteris Cambii, «de lletres de canvi».

## Antecedents
A diferència de la majoria dels governants medievals que | recaptaven fons de tributació relativament properes, la principal font del papat de la renda va ser constituïda a partir d'impostos i tributs recollits en tot Europa; d'altra banda, el papat tenia un desajust geogràfic flagrant dels seus actius i passius: els diners recollits a França i Polònia, per exemple, podia ser gastat per a la reconquesta militar en els Estats Pontificis. El papat aviat va descobrir que la transferència directa o la tramesa d'espècies físiques a través de llargues distàncies no solament era arriscat, sinó car i, per tant, es va veure obligat a adquirir els serveis de banquers internacionals que comerciaven en divises de les seves sucursals en tots els centres més importants d'Europa occidental, a més a més també en les fires de la Xampanya.
Tanmateix, els banquers italians no podien ser de cap ajut per als fons recol·lectats a Europa de l'Est - principalment Polònia, Hongria i Bohèmia-, Escandinàvia i nord d'Alemanya, on no existia un mercat monetari organitzat en aquest moment i, per tant, la transferència directa de fons encara es requeria. L'alternativa preferida a la tramesa en espècies, era confiar petites quantitats als eclesiàstics que es trobaven viatjant per visitar al papa o - més sovint- als comerciants que viatjaven en el seu camí a Bruges o Venècia - tanmateix, transferir fons des de Cracòvia a Bruges i a Avinyó trigava més d'un any-. També a Europa Occidental, era necessària la transferència directa de fons quan el mercat de divises no podia proporcionar la liquiditat necessària; per exemple, el 1327, 100.000 florins van ser enviats des d'Avinyó a Bolonya en una caravana de quinze animals de càrrega vigilats per una escorta armada de quaranta-sis persones.
La Cambra Apostòlica, la tresoreria papal, es va establir al segle XIII amb estrets vincles amb els banquers italians, que van rebre el títol de mercatores camerae apostolicae. Les residències papals de Roma, Viterbo i Rieti estaven a prop dels dos centres bancaris principals a Itàlia: Florència i Siena; tanmateix, aquestes connexions es van trencar durant el regnat del papa Climent V (1305-1315) mentre es trobava viatjant pel Llenguadoc i la Provença.
Solament quan el papa Joan XXII (1316-1334) va iniciar la construcció d'una nova residència papal permanent a Avinyó, el palau dels Papes, va fer als principals bancs italians obrir sucursals amb la cúria i reprendre les seves relacions amb la cambra. La proximitat d'aquesta relació mai no va igualar la gestió «íntima» de la Gran Tavola d'Orlando Bonsignori al segle XIII.

### Teologia de la usura

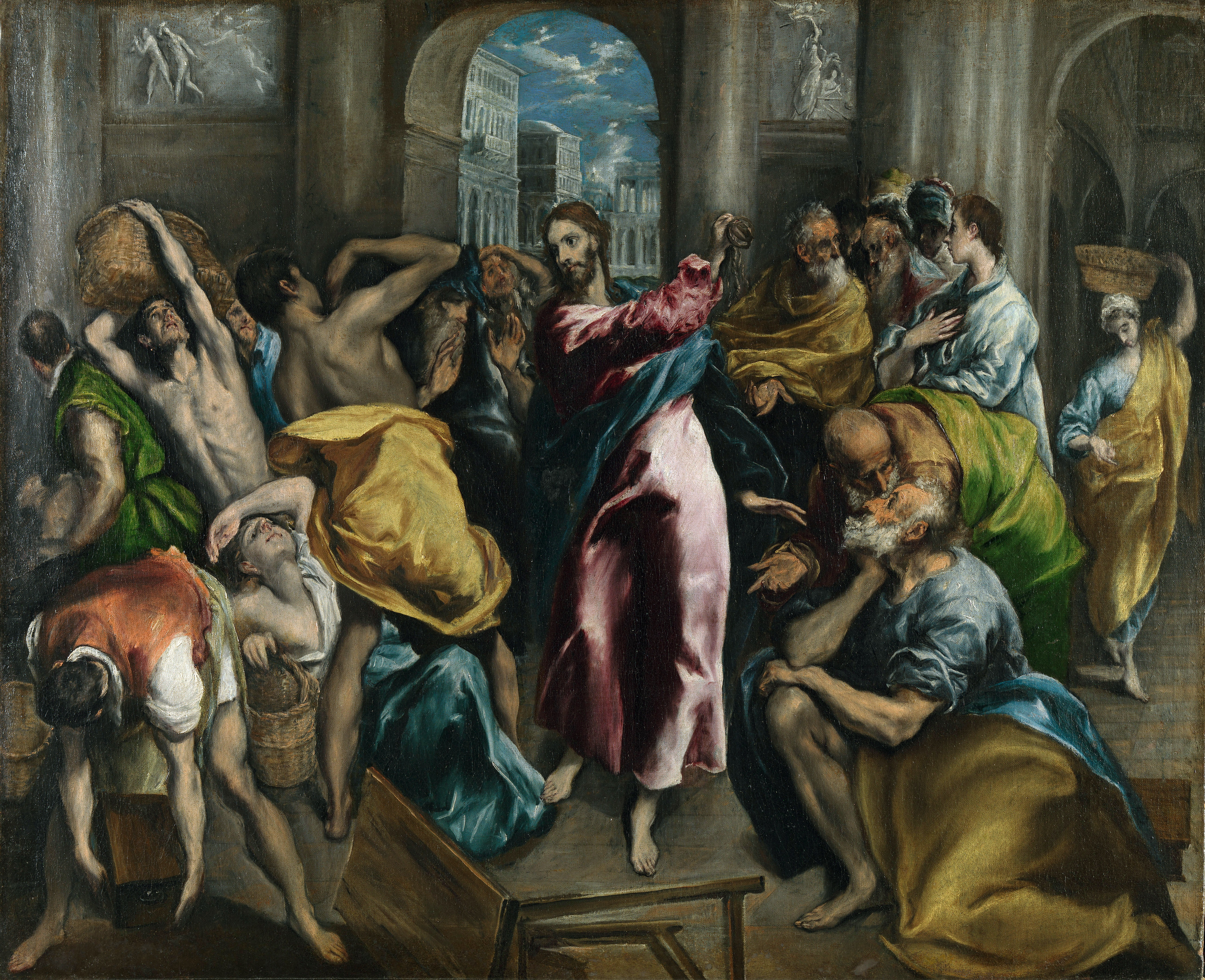
Expulsió dels mercaders del Temple (El Greco). El mercat de canvi d'Avinyó va ser creat a un entorn teològic més permissiu de canvi de diners que en els relats bíblics.

Encara que filòsofs escolàstics econòmics havien relatat una àmplia varietat de prohibicions i llacunes relacionades amb el comportament dels préstecs tradicionals (usura), existia molt poc pensament escolàstic sobre les transaccions en divises excepte la mesura en la qual es referien a la cobertura de reembors del préstec, de Roover observa que: 
| « | "Un resultat paradoxal d'aquesta controvèrsia va ser que les cases d'empenyorament i petits prestadors van ser les principals víctimes de les campanyes impulsades contra la usura pels frares com Bernardí de Feltre, però els grans banquers i les connexions internacionals es van deixar en pau. Lluny de ser censurades van ser nomenades «els fills predilectes peculiars de l'Església» i s'enorgullien d'ésser intercanviadors del papa, de fet, els seus serveis eren indispensables per a la transferència de fons papals." | » |

Per tant, «de pèrdues i guanys a l'intercanvi» (Pro e Danno di cambio), no es va considerar usura i s'enumeren amb freqüència en els llibres de comptabilitat.

## Història
De 1316 a 1342, els papes d'Avinyó van confiar en els serveis de canvi de tres grans bancs florentins Bardi, Peruzzi i Acciaioli -tots van fracassar el 1342, i amb ells tot el sistema de transferència papal.
De 1342 a 1362, la Cambra Apostòlica va utilitzar els serveis de diverses empreses més petites i més febles d'Asti (especialment Malabayla), Lucca i Pistoia; la Cambra no va tenir èxit en tractar d'augmentar la capacitat de cada un d'aquests banquers.
El papat el 1362 va poder emprar els serveis de l'antiga casa bancària Alberti de Florència, que recentment havia elevat la seva prominència. El papat no va utilitzar el mecanisme de la lletra de canvi -que havia estat comú des del segle xiii-, sinó que va emprar un procediment únic, que requeria un rebut en forma notarial per a totes les transferències a Avinyó nomenat instrumentum cambii; aquest document, que sempre es va fer en doble exemplar o triplicat especificava l'import rebut pel banquer i el procurador i registrava una promesa de transmetre a Avinyó i pagar el papa o el seu agent una certa quantitat. L'ús de documents escrits es va considerar «no comercial» pels seus contemporanis, ja que requeria la constant «intervenció dels notaris». El instrumentum cambii no va eliminar la possibilitat de frau, sinó que va crear diferents possibilitats per a malentesos, com va succeir en un canvi de 1359 entre Venècia i Avinyó.
La branca d'Avinyó del banc Mèdici no va ser establerta fins a 1446, el mateix any que la branca de Londres.